# Andrena braccata
Andrena braccata är en biart som beskrevs av Henry Lorenz Viereck 1907. Andrena braccata ingår i släktet sandbin, och familjen grävbin. Inga underarter finns listade i Catalogue of Life.

## Bildgalleri

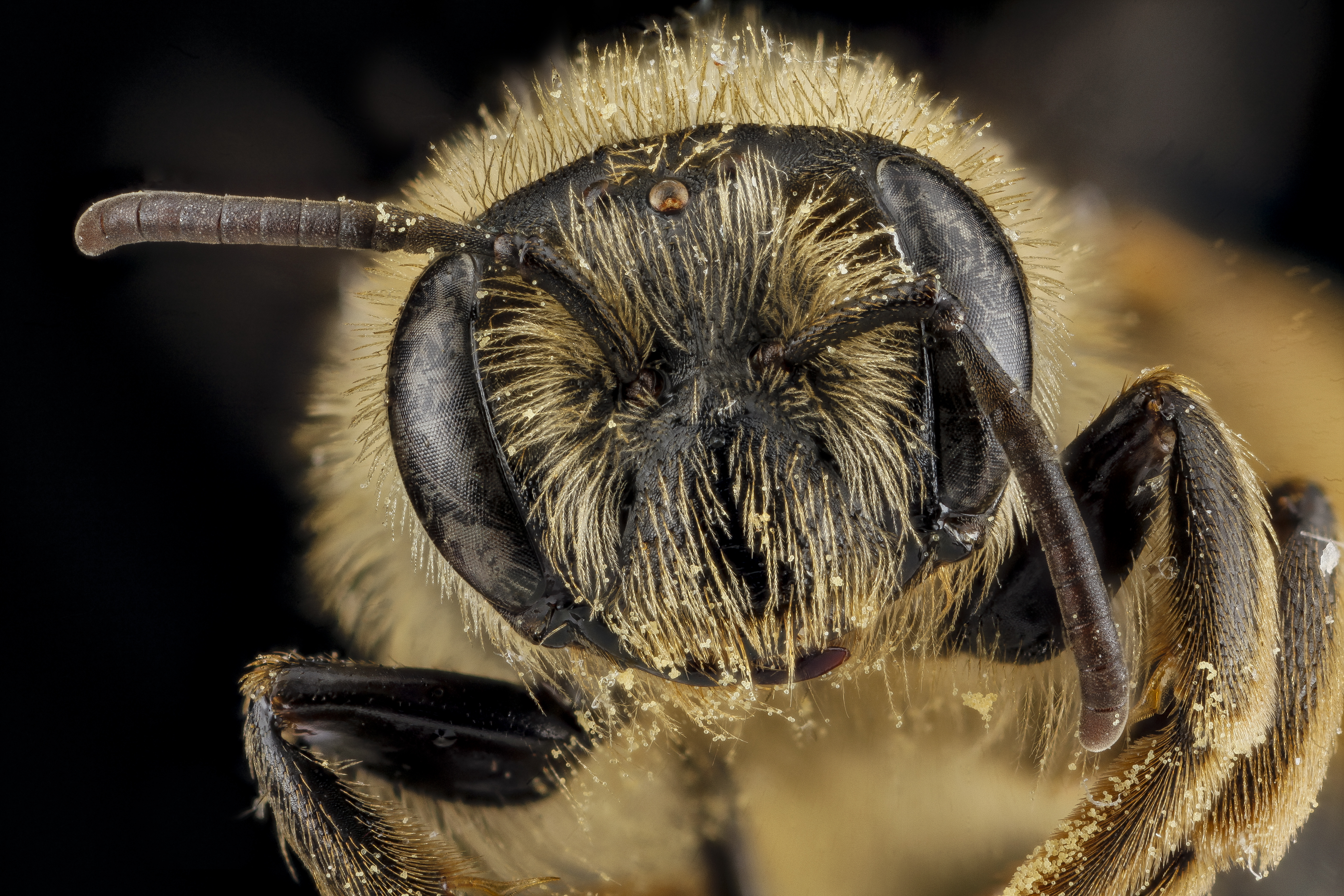